# Ghul

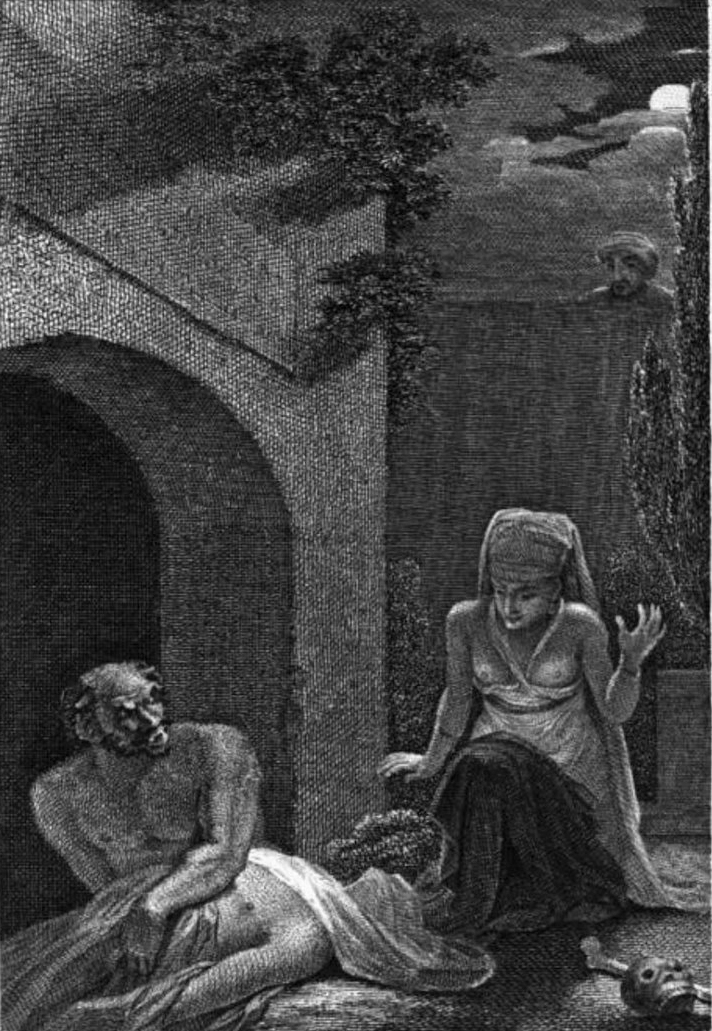
Amina scoperta con la gula, dal racconto delle Mille e una notte

Un ghul o gul (in arabo الغول‎?), talora scritto secondo la grafia inglese ghoul, italianizzato in gula, è un essere simile a un mostruoso umanoide. Il concetto ha avuto origine nella religione araba preislamica, associata al consumo di carne umana. La narrativa moderna usa spesso il termine per etichettare un certo tipo di mostro non morto.
La stella Algol ha preso il nome da questa creatura.
(Dictionnaire Infernal di Jacques Collin de Plancy)

## Terminologia

### Etimologia
Ignota l'etimologia del sostantivo ghūl, anche se alcuni ritengono che il termine derivi dalla radice araba <gh-w-l>, "catturare", "afferrare", secondo l'Oxford English Dictionary, mentre altre fonti indicano come significato dell'ipotizzata radice, "uccidere".

### In altre lingue
In inglese, per estensione, la parola ghoul è anche usata in senso dispregiativo per riferirsi a una persona che si diletta nel macabro o la cui occupazione comporta direttamente la morte, come un becchino o un ladro di tombe.

## Religione islamica e folclore
Le descrizioni della ghūl nelle storie del folclore arabo sono spesso contraddittorie. Nelle storie preislamiche e islamiche, è generalmente un jinn, entità a metà via tra uomini e demoni, che muta spesso forma. Se i jinn sono di entrambi i sessi, la ghūl è esclusivamente di sesso femminile, abitante dei deserti, decisamente dedita all'aggressione dei viaggiatori. Una delle possibili fonti di ispirazione per il concetto della ghūl potrebbe essere derivato dal contatto dei beduini arabi con le civiltà mesopotamiche e dall'essere stato influenzato dal demone Gallu, che rapì la divinità accadica Damuzi per portarla nel reame dei morti.
In diverse leggende preislamiche e in alcuni detti attribuiti al profeta islamico Maometto compaiono le ghūl, intese come demoni o geni che uccidono, rubano o terrorizzano i viandanti che percorrono i luoghi desertici. L'autenticità di questi racconti è curiosamente messa in dubbio da alcuni studiosi, tra cui un ḥadīth tramandato da Jābir b. ʿAbd Allāh, che ne nega l'esistenza: «Non esiste 'ghūl', non esiste 'adwā' e non esiste 'ṭayrra'», a dispetto del fatto che dei jinn (di cui fa parte la ghūl) parli più volte il Corano e che la loro esistenza non possa quindi essere in alcun modo messa in dubbio dall'islam sunnita e sciita.
La credenza in queste creature continua ancor oggi ad essere ampiamente diffusa, e non solo nel XVIII e XIX secolo, in cui alcune testimonianze di viaggiatori occidentali riportavano storie che si possono far risalire alla ghūl.

## Laghūlnella cultura moderna
L'idea della ghūl come abitatrice dei cimiteri che si nutre di cadaveri è ben precedente alla versione delle Mille e una notte di Antoine Galland, il quale si prese molte libertà nella sua traduzione. Nel racconto Storia di Sidi-Nouman presentò la ghūl come mostro che dissotterra i cadaveri dai cimiteri per nutrirsene e gli autori successivi ripresero le caratteristiche cannibalistiche di tale jinn .
Nella letteratura anglofona, il termine fu usato per la prima volta nel romanzo Vathek di William Beckford (pubblicato in francese nel 1786 e tradotto in inglese l'anno successivo da Samuel Henley).
Nei suoi romanzi H. P. Lovecraft presentò i ghoul come i membri di una razza notturna sotterranea, esseri umani che si trasformano in orripilanti umanoidi in seguito all'abitudine di cibarsi di cadaveri umani. Per quanto terrificanti, non sono mostri necessariamente malvagi; non uccidono (si limitano a cibarsi di chi è già morto) e in alcune storie sostengono conversazioni intelligenti con le persone normali. Richard Upton Pickman, un pittore di Boston che scompare in circostanze misteriose nella storia Il modello di Pickman, riappare come ghul nel romanzo breve La ricerca onirica dello sconosciuto Kadath. In conseguenza della popolarità di Lovecraft, molte altre opere moderne usano il termine "ghoul" riferendosi a creature umanoidi degenerate e cannibali.
A partire da La notte dei morti viventi (1968) di George Romero le caratteristiche dello zombie, fino ad allora semplicemente uno schiavo privo di volontà sottoposto alla volontà del suo creatore, si fusero con quelle della ghul mangiatore di cadaveri, generando lo zombie moderno mangiatore di carne umana.
Nel manga ed anime Tokyo Ghoul si parla dei ghoul come esseri dalle sembianze umane, ma quando il loro organismo necessita della piena potenza, assumono un aspetto caratterizzato da occhi neri con iridi rosse detto kakugan, e un kagune, cioè un organo predatorio utile sia per l'offesa che per la difesa specifico per ogni ghoul; in altre situazioni riescono a confondersi tra le persone normali. La condizione di ghoul non impone la non esistenza di valori morali: infatti queste creature possono decidere di sfamarsi aggredendo individui inconsapevoli, oppure di cibarsi della carne di coloro che hanno scelto di togliersi la vita, in modo da non causare scompiglio nel distretto di appartenenza. Alcuni di loro praticano anche il cannibalismo, ovvero la pratica secondo la quale un ghoul si ciba della carne di un altro ghoul, si dice che questo sviluppi in loro delle capacità superiori a quelle degli altri, ma li porti alla pazzia. 
Nella saga videoludica Fallout vengono chiamati ghoul i soggetti umani che hanno subito l'effetto della lunga esposizione alle radiazioni provocate dalle bombe atomiche sganciate sul suolo americano il 23 ottobre 2077. Questi umanoidi hanno voce rauca, occhi neri e la loro pelle sembra staccarsi (come se fosse ustionata). I ghoul sono molto più longevi degli umani e talvolta degenerano in "ghoul ferali" che, a seguito a un'esposizione maggiormente prolungata, perdono la ragione diventando simili a bestie.
Nel romanzo Il figlio del cimitero, di Neil Gaiman, i ghoul si radunano in una città sotterranea o comunque "altra" rispetto al mondo dei viventi e dei defunti ordinari. Vi accedono mediante un portale rappresentato, in ogni cimitero, da una tomba più rovinata delle altre. Sostengono fra loro conversazioni pompose e al contempo irriverenti. Anche in questo caso, si cibano di cadaveri. Infine, nella rivisitazione di Gaiman essi temono i Gaunt della notte, creature volanti di origine lovecraftiana, e i Mastini di Dio (come la signorina Lupescu, istitutrice del protagonista).
I membri della band heavy metal svedese Ghost sono caratterizzati dal più totale anonimato: mentre il cantante è noto come "Papa Emeritus" e pesantemente truccato in volto, gli strumentisti sono noti solo come "Nameless Ghouls" ("ghoul senza nome") e portano delle maschere.
I ghoul compaiono sia in The Witcher che in The Witcher 3: Wild Hunt, sono un tipo di necrofago e sono fra i primi nemici che si incontrano nel gioco. Appaiono di frequente in tutta la mappa e per tutta la trama. Vanno fronteggiati con la spada d'argento, l'unica in grado di infliggere danni a tali creature. Nella stessa serie videoludica sono presi anche gli alghoul descritti come una sottospecie ancora più aggressiva e violenta dei ghoul benché somiglianti nell'aspetto esteriore.
I ghoul sono presenti anche in Magic the Gathering come creature previamente nere di razza zombie.